# Saulius Kubiliūnas
Saulius Kubiliūnas (* 4. Januar 1947 in Nemunėlio Radviliškis, Kreis Biržai; † 7. März 2012 ebenda) war ein litauischer Politiker.

## Leben
Nach dem Abitur 1964 an der Mittelschule von Nemunėlio Radviliškis absolvierte Kubiliūnas von 1964 bis 1969 das Diplomstudium der Radiotechnik an der Technischen Universität Kaunas und wurde Ingenieur. Von 1969 bis 1971 arbeitete er in Klaipėda. Von 1972 bis 1995 unterrichtete er als Lehrer Physik und Mathematik, Astronomie, Informatik in seiner Heimatgemeinde. Von 1995 bis 1997 war er Bürgermeister der Rajongemeinde Biržai und von 1997 bis 2000 Mitglied im Seimas.
Er war Mitglied der konservativen Tėvynės Sąjunga – Lietuvos krikščionys demokratai (TS-LKD).

## Quelle
- Leben

| Personendaten    | Personendaten                       |
| ---------------- | ----------------------------------- |
| NAME             | Kubiliūnas, Saulius                 |
| KURZBESCHREIBUNG | litauischer Politiker (TS-LKD)      |
| GEBURTSDATUM     | 4. Januar 1947                      |
| GEBURTSORT       | Nemunėlio Radviliškis, Kreis Biržai |
| STERBEDATUM      | 7. März 2012                        |
| STERBEORT        | Nemunėlio Radviliškis, Kreis Biržai |